# IC 658
IC 658 ist eine cD-Galaxie vom Hubble-Typ E3 im Sternbild Löwe auf der Ekliptik. Sie ist schätzungsweise 459 Millionen Lichtjahre von der Milchstraße entfernt und hat einen Durchmesser von etwa 95.000 Lichtjahren.
Im selben Himmelsareal befinden sich u. a. die Galaxien NGC 3462 und NGC 3477.
Das Objekt wurde am 19. April 1893 vom französischen Astronomen Stéphane Javelle entdeckt.